# Андзё

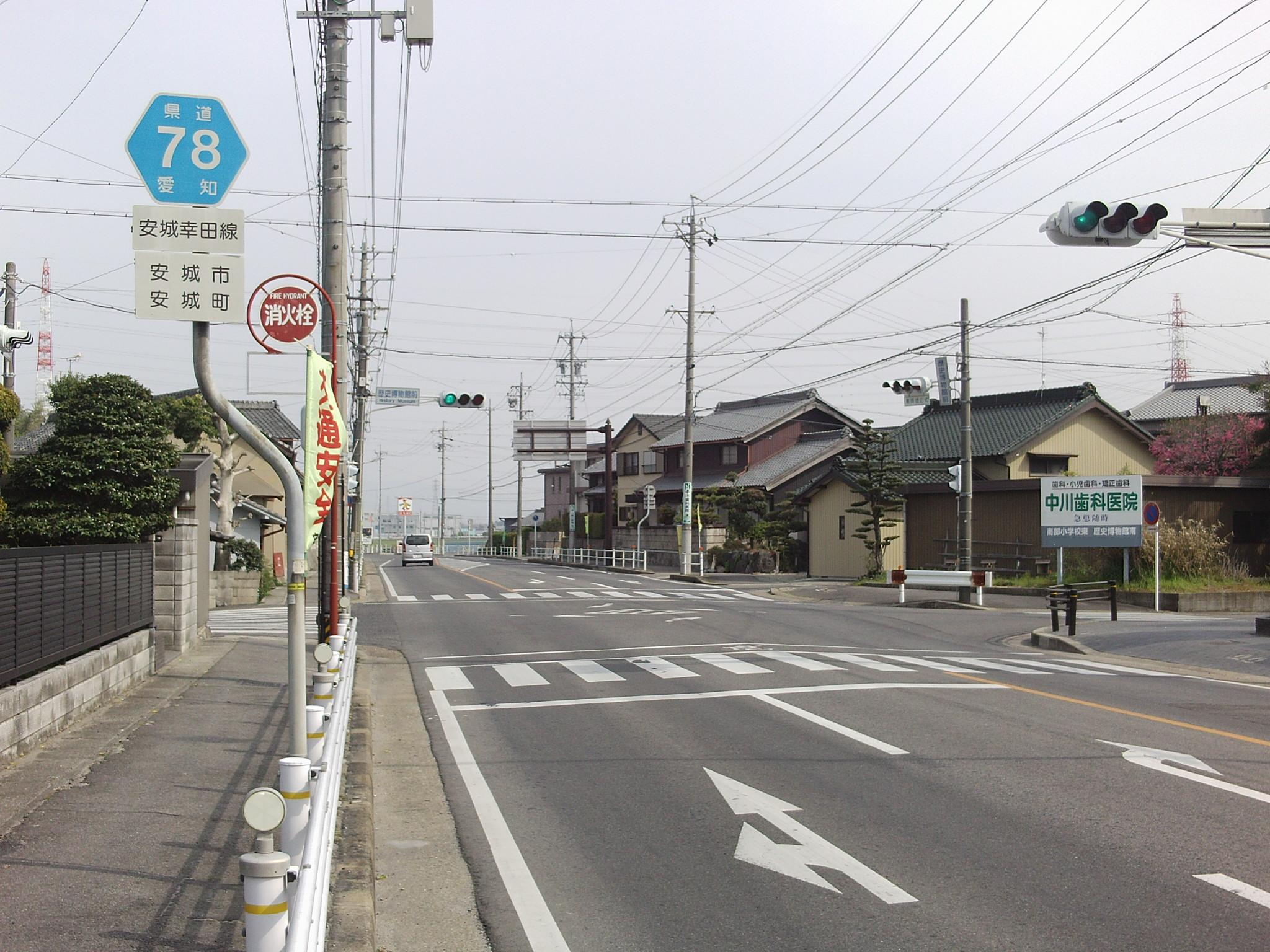
Андзё

Андзё (яп. 安城市 Андзё:-си) — город в Японии, расположенный в центральной части префектуры Айти. Основан 5 мая 1952 года путём присвоения посёлку статуса города. Город расположен в центре долины Окадзаки. В XX веке Андзё превратился в центр автомобилестроения.
Площадь города составляет 86,01 км², население — 182 342 человека (1 июня 2014), плотность населения — 2120,01 чел./км².